# Damdama
Damdama est une localité du Cameroun située dans la commune de Kar-Hay, le département du Mayo-Danay et la Région de l'Extrême-Nord, à proximité de la frontière avec le Tchad.

## Population
En 1967 la localité comptait 205 habitants, principalement Toupouri.
Lors du recensement de 2005, ce chiffre s'élevait à 468.